# Boey Kim Cheng
Boey Kim Cheng (né en 1965) est un poète australien, né à Singapour.

## Biographie
Boey reçut un baccalauréat ès arts et une maîtrise ès arts en littérature anglaise de l'Université nationale de Singapour. En 1993, il a reçu une bourse pour poursuivre des études allemandes à Murnau du Goethe-Institut. Il participa à l'International Writing Program de l'Université de l'Iowa en 1994. En 1997, Boey quitté Singapour et se rendit à Sydney avec son épouse.

## Engagement littéraire
Boey publie son premier recueil de poésie, Somewhere Bound, qui a remporté le prix de livre poétique de National Book Development Council of Singapore (NBDCS) en 1992. Boey remporte le Prix du Mérite à la Singapore Literature Prize en 1995, pour son livre Days of No Name.

## Œuvres
- Somewhere-bound, (1989)
- Another Place, (1992)
- Days of No Name, (1996)
- Losing Alexandria, (2003)
- Calling the Poems Home, (2004)
- Plum Blossom or Quong Tart at the QVB, (2005)
- After the Fire: New and selected poems, (2006)